# Lukachukai, Arizona
Lukachukai je naseljeno područje za statističke svrhe u američkoj saveznoj državi Arizona. Prema popisu stanovništva iz 2010. u njemu je živjelo 1,701 stanovnika.